# Madonna della Neve (Frosinone)
Madonna della Neve è una frazione posizionata a nord-est del centro storico di Frosinone, da cui dista circa 1,5 km.
La frazione prende il nome dal Santuario della Madonna della Neve, la cui costruzione ebbe inizio nel maggio del 1675. Nel 1711 nell'antistante piazza fu realizzata la monumentale fontana Livio de Carolis, opera dell'architetto Alessandro Specchi.
La frazione, che un tempo costituiva la periferia cittadina, poco urbanizzata e con molti terreni agricoli, è oggi totalmente inglobata nel resto della città a seguito dell'espansione urbanistica.
Costituisce la Seconda Circoscrizione nell'odierna ripartizione amministrativa del Comune di Frosinone.

## L'origine del nome
Ci si chiede quale fu l'origine ed il perché di questo titolo. Varie sono le ipotesi anche autorevoli. Il primo storiografo del Santuario il P. Pio Bianchi di S. Agnese, agostiniano scalzo, ne parla nel suo libretto. Secondo l'autore non ci sarebbe stato titolo più adatto in quanto, come la neve candida ricopre ogni impurità della terra, così Maria SS.ma intercede per nascondere i peccati e le colpe degli uomini. È quindi abbastanza evidente il richiamo biblico espresso dalla neve, ossia la redenzione dalle colpe che viene effettuata dal Messia. Il testo è del profeta Isaia che fa affermare al Signore Dio:" Se i nostri peccati fossero di colore scarlatto diventerebbero bianchi come la neve".
Ma non mancano ipotesi storiche che possono giustificare il titolo del Santuario. Il P. Ignazio Barbagallo fa un preciso riferimento alla basilica romana di S. Maria Maggiore che trae il suo titolo originario "S. Maria di Nives" dall'episodio miracoloso della caduta della neve sul monte Esquilino il 5 agosto del 352. Logicamente il nome della chiesa di Frosinone non è legato primariamente all'episodio della neve, quanto invece al monte su cui avvenne e su cui fu in seguito eretta la basilica. Era l'Esquilino infatti uno dei colli di Roma su cui fin dai tempi di Servio Tullio venivano eseguite le pene capitali. Con l'avvento del cristianesimo i condannati a morte vennero così posti sotto la protezione della Madonna che in quel luogo aveva il suo tempio maggiore. Da antichissima data dunque la Madonna della Neve fu la patrona dei condannati a morte. Ne fanno fede anche altri autori:"La più antica di queste istituzioni (confraternite), la cui origine si perde tra le ombre dei secoli è la Congregazione di S. Maria della neve [...] non avendo di speciale che l'obbligo di assistere i condannati a morte alla pena capitale".
Ecco perché Mons. Domenico Ginnasi facendo costruire la chiesa volle fosse denominata col propizio e significativo titolo di Madonna della Neve.

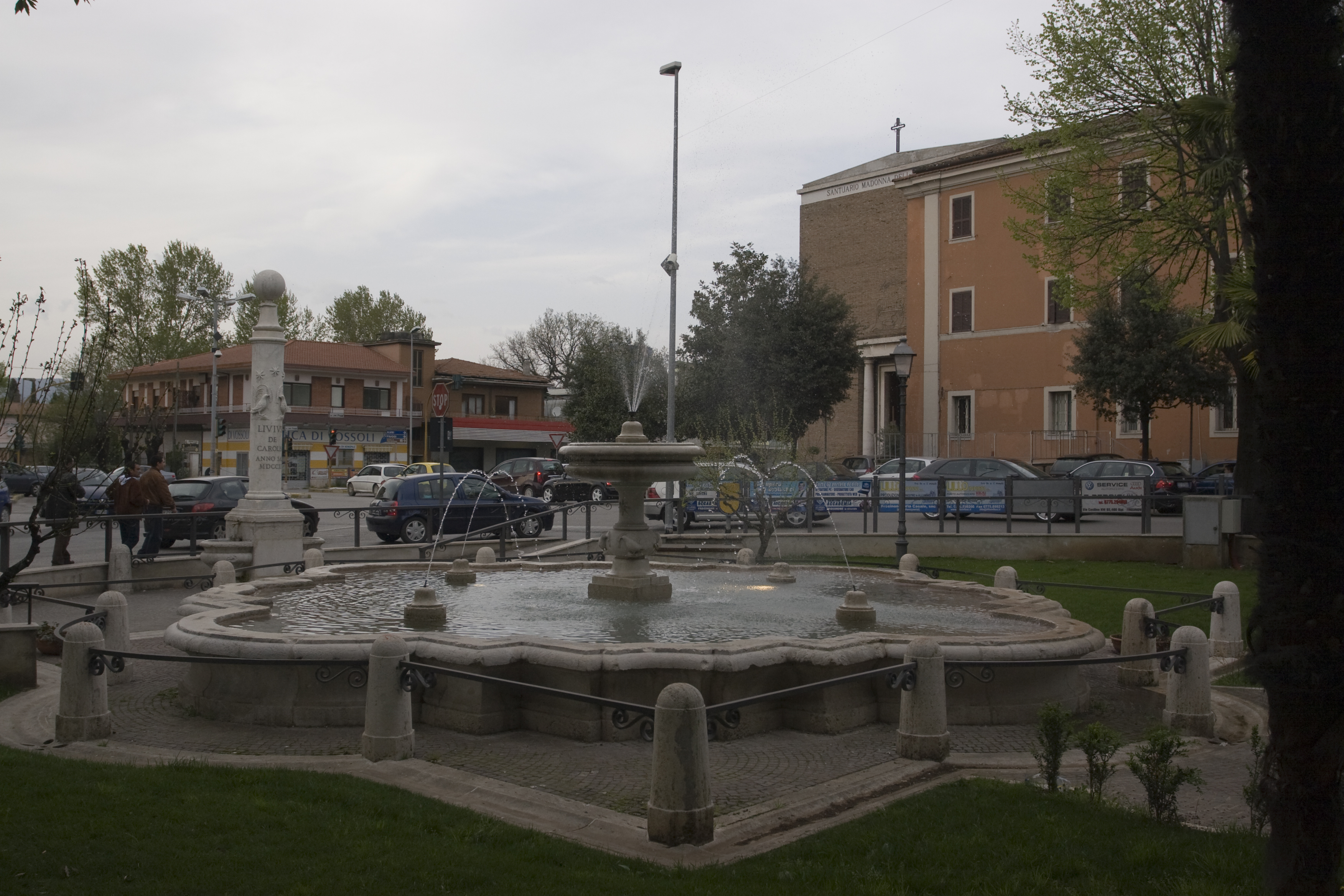
La fontana Livio de Carolis

## Il santuario e la costruzione della chiesa
Dove oggi sorge la chiesa era originariamente presente una piccola cappella dedicata alla Madonna della neve che con la fine del brigantaggio e delle sentenze capitali venne a trovarsi in una posizione scomoda e quindi quasi dimenticata, divennendo ricovero per animali selvaggi e infestata da una vegetazione incolta. Fu un semplice contadino di nome Ormisda Fontana, divenuto in seguito Papa e Santo, a prendersene cura nella totale indifferenza della restante popolazione. In seguito ad un miracolo riguardante la sudorazione della statua della Madonna ed alla crescente fama di tale prodigio l'entusiasmo e l'interesse crebbero, portando così alla raccolta di offerte di denaro e materiali per poter costruire una nuova chiesa. Il 21 Novembre 1675 il Vescovo Mons. Degli Annibaleschi benedì la prima pietra del nuovo tempio. La costruzione fu ultimata in diciotto mesi e l'8 Maggio 1678, quarta domenica di Pasqua, il medesimo vescovo consacrò solennemente il nuovo tempio.
Dopo alcune controversie su chi dovesse avere amministrare le strutture fu l'ordine degli Agostiniani Scalzi ad avere la meglio e come primo pensiero ebbero quello della costruzione di un convento.
Le strutture ressero fino alla seconda guerra mondiale che non fu clemente con l'intera città di Frosinone (trovandosi vicino al fronte di Cassino) che riportò danni molto ingenti. La chiesa e il convento non rimasero immuni dai bombardamenti e nel Maggio 1944 fu gravemente colpita. In un primo momento si pensò a riparlarla così da permettere lo svolgimento della funzione religiosa, ma fu poi chiara la necessità di costruire una nuova chiesa. La struttura fu completata nel 1957 e nel Maggio di quell'anno fu consacrata da Mons. Livraghi.